# エレノア・ギャラッティ
エレノア・A・ギャラッティ（英: Eleanor A. Garatti、後にサヴィルと改姓、1909年6月12日 - 1998年9月9日）は、アメリカ合衆国の競泳選手。
1928年のアムステルダムオリンピックと1932年のロサンゼルスオリンピックに出場し、アムステルダムでは4×100m自由形リレーで金、100m自由形で銀を、ロサンゼルスでは4×100m自由形で金、100m自由形で銅をそれぞれ獲得した。カリフォルニア州オリンダにて没。